# Мурсвілл (Міссурі)
Мурсвілл (англ. Mooresville) — селище (англ. village) в США, в окрузі Лівінгстон штату Міссурі. Населення — 98 осіб (2020).

## Географія
Мурсвілл розташований за координатами 39°44′48″ пн. ш. 93°43′15″ зх. д. / 39.74667° пн. ш. 93.72083° зх. д. (39.746660, -93.720906).  За даними Бюро перепису населення США в 2010 році селище мало площу 0,46 км², уся площа — суходіл.

## Демографія
Згідно з переписом 2010 року, у селищі мешкала 91 особа в 42 домогосподарствах у складі 27 родин. Густота населення становила 196 осіб/км².  Було 48 помешкань (103/км²).
Расовий склад населення:
| - 100,0 % — білих |

До двох чи більше рас належало 0,0 %. Частка іспаномовних становила 0,0 % від усіх жителів.
За віковим діапазоном населення розподілялося таким чином: 17,6 % — особи молодші 18 років, 57,1 % — особи у віці 18—64 років, 25,3 % — особи у віці 65 років та старші. Медіана віку мешканця становила 49,9 року. На 100 осіб жіночої статі у селищі припадало 93,6 чоловіків;  на 100 жінок у віці від 18 років та старших — 92,3 чоловіків також старших 18 років.
Середній дохід на одне домашнє господарство  становив 49 133 долари США (медіана — 42 500), а середній дохід на одну сім'ю — 55 155 доларів (медіана — 44 583). Медіана доходів становила 43 542 долари для чоловіків та 25 156 доларів для жінок. За межею бідності перебувало 4,1 % осіб, у тому числі 0,0 % дітей у віці до 18 років та 20,0 % осіб у віці 65 років та старших.
Цивільне працевлаштоване населення становило 53 особи. Основні галузі зайнятості: роздрібна торгівля — 26,4 %, транспорт — 18,9 %, виробництво — 15,1 %, освіта, охорона здоров'я та соціальна допомога — 15,1 %.